# Аукштейи-Сямянюкай
Аукштейи-Сямянюкай (лит. Aukštieji Semeniukai) — деревня в Лентварском старостве, в Тракайском районе Вильнюсского уезда Литвы.

## Физико-географическая характеристика
Аукштейи-Сямянюкай расположен в 1 км на юге от деревни Жямейи-Сямянюкай. Деревня состоит из 3 улиц: Aukštujų Semeniukų, Vėjų и Šaltinių.

## История
Деревня Аукштейи-Сямянюкай, вместе с деревней Жямейи-Сямянюкай, упоминается на картах Российской Империи 1860 года под одним названием Семенуки. Аналогично деревня упоминается на картах 1872 года. После оккупации Виленского края Польшей в 1920 году деревня была разделена на Высокие и Нижние Семенюки, польские названия Siemieniuki Górne и Siemieniuki Dolne соответственно. Об этом свидетельствуют Польские карты 1925 и 1933 годов. На картах РККА 1940 года Высокие Семенюки упоминаются под названием Гурнэ Семенюки. По данным на 2021 год, в деревне проживает 64 жителя.

## Население
| 1905                           | 1931 | 1959 | 1970 | 1979 | 1989 | 2001 | 2011 | 2021 |
| ------------------------------ | ---- | ---- | ---- | ---- | ---- | ---- | ---- | ---- |
| 111                            | 99   | 140  | 149  | 123  | 92   | 92   | 80   | 64   |
| Гистограмма динамики населения |      |      |      |      |      |      |      |      |